# Селець (Дрогобицький район)
Селе́ць — село у Дрогобицькому районі Львівської області. Розташоване за 10 км на південний схід від Самбора. У селі є оригінальна дерев'яна церква.

## Розташування
На півночі села Селець знаходиться село Сіде, на сході село Городище, на півдні село Мокряни та на заході село Вільшаник. У географічному плані село розташоване в Придністров'ї річкового басейну, у якому річки Бистриця і Черхавка є притоками.

## Економіка
Цей район характеризується пагорбами й сільськогосподарськими угіддями, а також багатим чорноземом. Місцева економіка в основному складається з сільського господарства, з тваринництвом, представленим вирощуванням великої рогатої худоби та коней.

## Історія

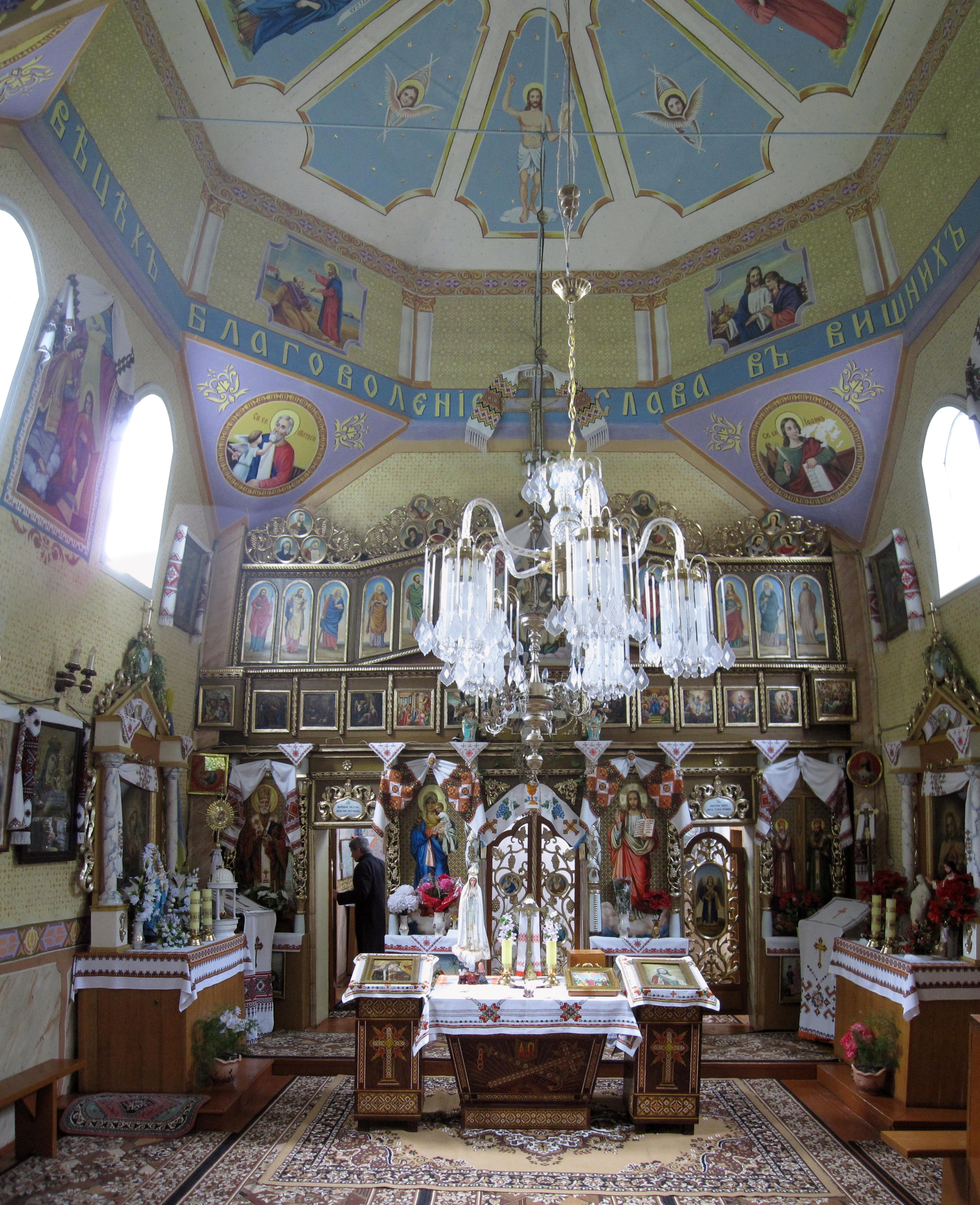
Інтер'єр церкви Пресвятої Богородиці (2009)

Село вперше згадується у 1538, потім в документі 1559 року. Король Міхал Корибут Вишневецький заснував парафію між 1669 і 1673, протягом цього періоду була побудована королівська церква. Ще одна церква зі своєю власною парафією для місцевої дрібної галицької шляхти (Втечі до Єгипту Пресвятої Богородиці) була побудована в 1713 році.  Обидві парафії окремо співіснували до 1804 року, а коли стара (королівська) церква занепала,  то парафії об'єдналися.
Поки територія була власністю Корони, половина її була передана родині Джурдж у власність. Приблизно 1650 року король Ян II Казимир подарував козацькому отаману Скребецьовичу другу половину власності в Селеці, Саса за віддану службу короні під час повстання Хмельницького. Після поділів Польщі в 1772 році південна частина Польщі потрапила до Австрії. Привілеї знатної родини Скребецьовичів Селецьких підтвердили нові правителі у Відні.
Згідно з історичними документами, в 1880 населення становило 781 особу, з яких 657 були греко-католики, 32 — римські католики, 85 — юдеї, і сім — інших конфесій. За даними перепису населення 1889 року, 728 жителів розмовляли українською мовою як першою, 50 — польською та 3 — німецькою. На той час у місті було 172 будинки, у садибі та маєтках працювало приблизно сорок сім чоловік.
Територія переходила з рук в руки кілька разів: після розпаду Австро-Угорської імперії в 1918 році, Селець повернувся у склад Польщі та адміністративно увійшов до складу гміни Городище Самбірського повіту Львівського воєводства. Після німецько-радянського вторгнення в Польщу наприкінці вересня 1939 року й відповідно до німецько-радянського пакту про ненапад Львівське воєводство було розділене обома сторонами. Селець було окуповано Радянським Союзом та включено до складу Української РСР. Улітку 1941 року німецький вермахт знову перехопив владу в поселенні. Після війни Селець знову включений у склад України. Чисельність населення істотно знизилася через Другу світову війну і сталінський радянський режим. Місцеве єврейське населення було вбито під час Голокосту. Після війни комуністи або стратили або депортували до Сибіру місцеву шляхту, а також багатих селян і не українців, де депортовані загинули. Землевласники були змушені віддати свою землю на колективізацію. Після падіння залізної завіси в 1989 році і крах місцевого колгоспу, високий рівень безробіття змушує багатьох, особливо молодих людей залишити рідну землю, й переїжджати до великих міст.
У 2001 році згідно з національним переписом населення в селі було 164 жителів, а в 2009 році село складалася з 40 будинків, у порівнянні з 300 у минулому.

## Пам'ятки
Старий особняк з часом був утрачений, як і королівська церква згадана в історичних літописах. Греко-католицька церква Пресвятої Богородиці розташована на пагорбі. Поряд розташована триярусна дзвіниця стовпової конструкції. Разом вони формують типовий комплекс сільської дерев'яної церкви в Україні. Побудована в сімнадцятому столітті, вона оточена історичним кладовищем. Церкву фінансувала місцева знать, члени якої поховані на кладовищі. За часів комуністичного правління церква була закрита і зруйнувалась. Лише після розпаду Радянського Союзу церкву відновили за пожертвами. Іконостас датується, мабуть, XIX століттям. Спочатку церква мала вищий головний купол, але qjuj довелося знести приблизно в 1970-х роках через напівзруйнованість.
Трохи далі від підніжжя пагорба є менша каплиця святих апостолів Петра і Павла. Побудована з бетону, вона була урочисто відкрита 12 липня 2000 року, щоб відсвяткувати рубіж тисячоліть. Вона замінила попередню дерев'яну каплицю, яка була напівзруйнованою.
Від Сельця по дорозі до Дрогобича в лісі є меморіал євреям цього району, які загинули в Голокост.

## Галерея

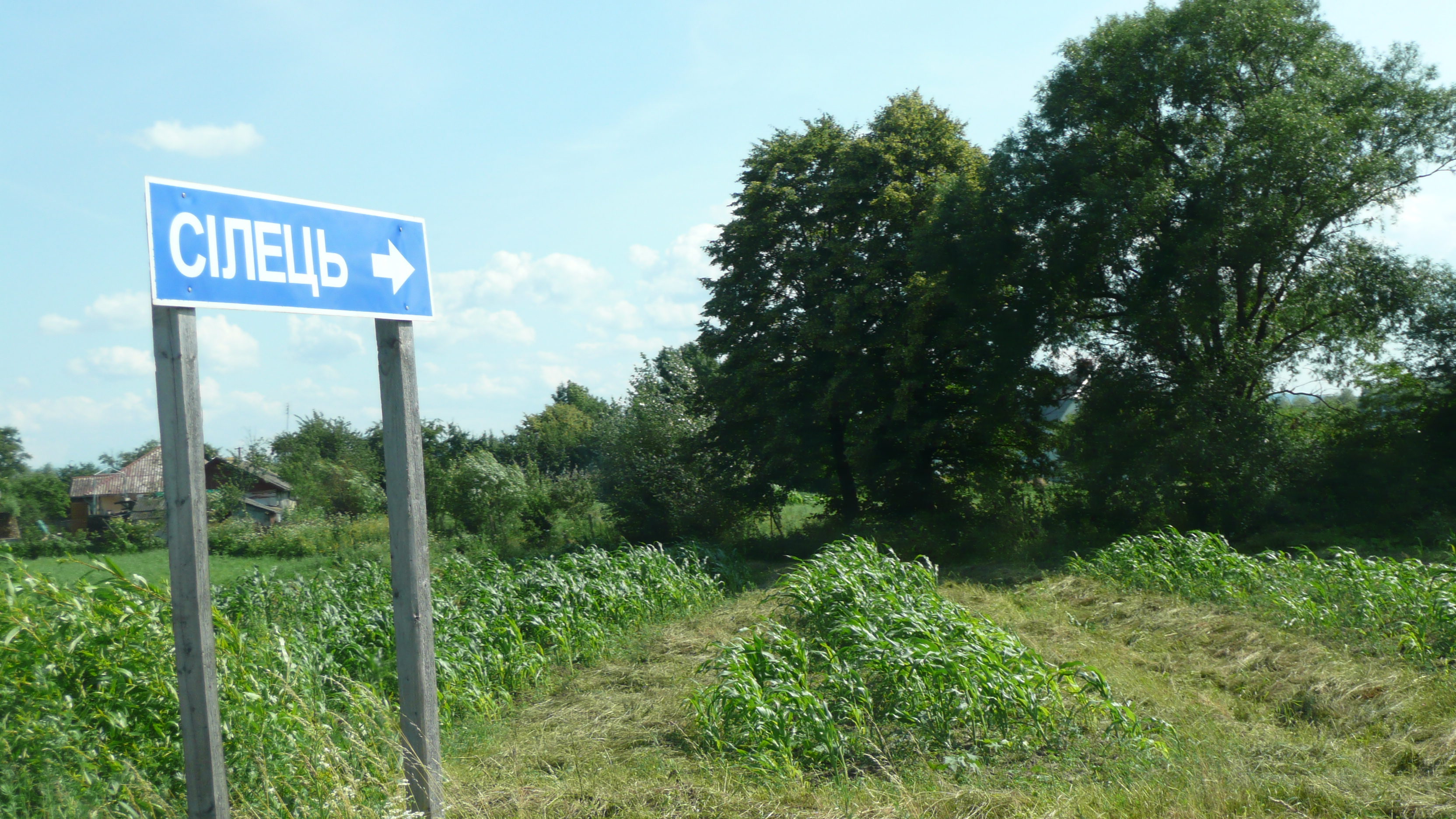
В'їзд у село
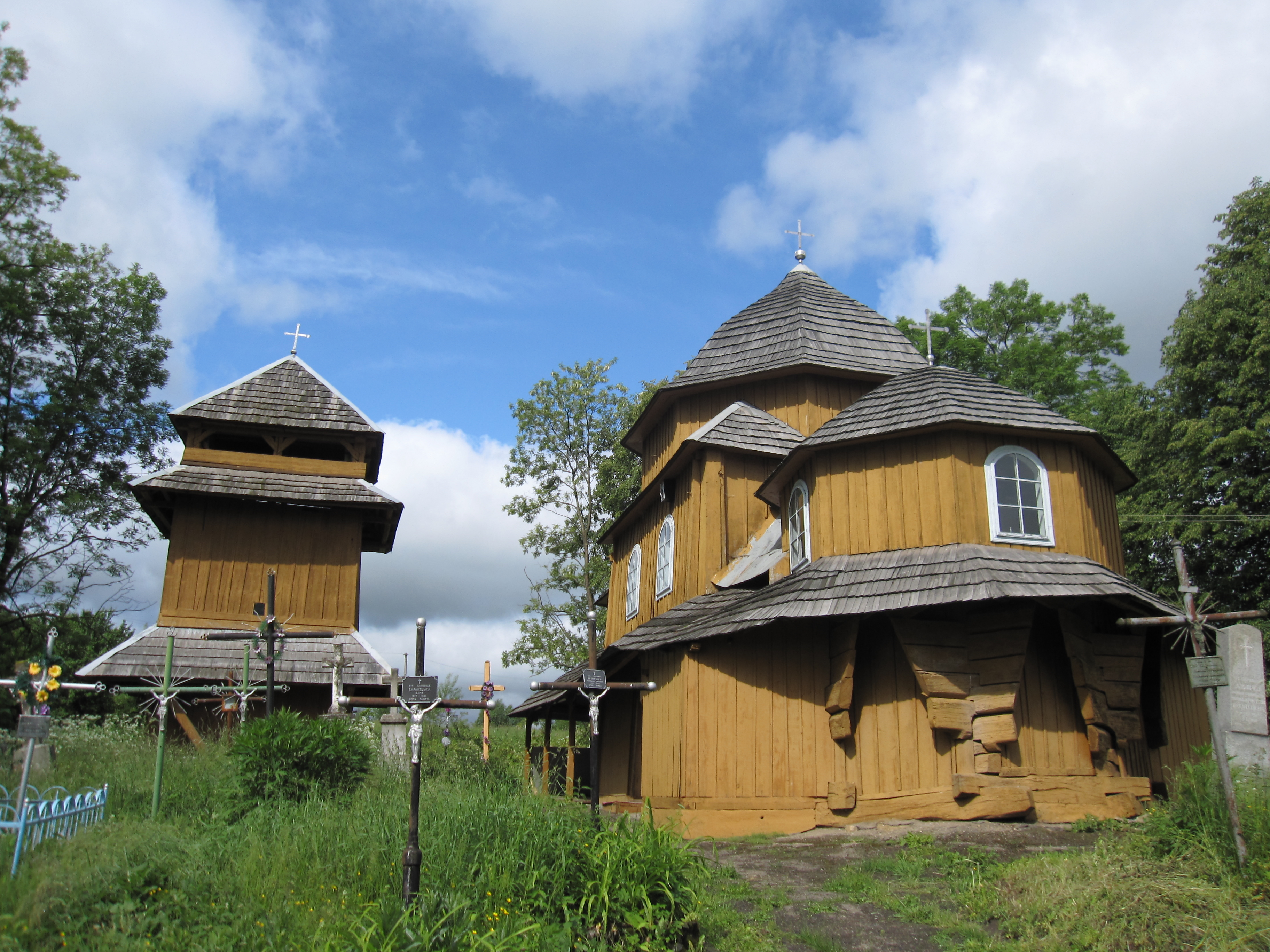
Церква Богородиці з дзвіницею
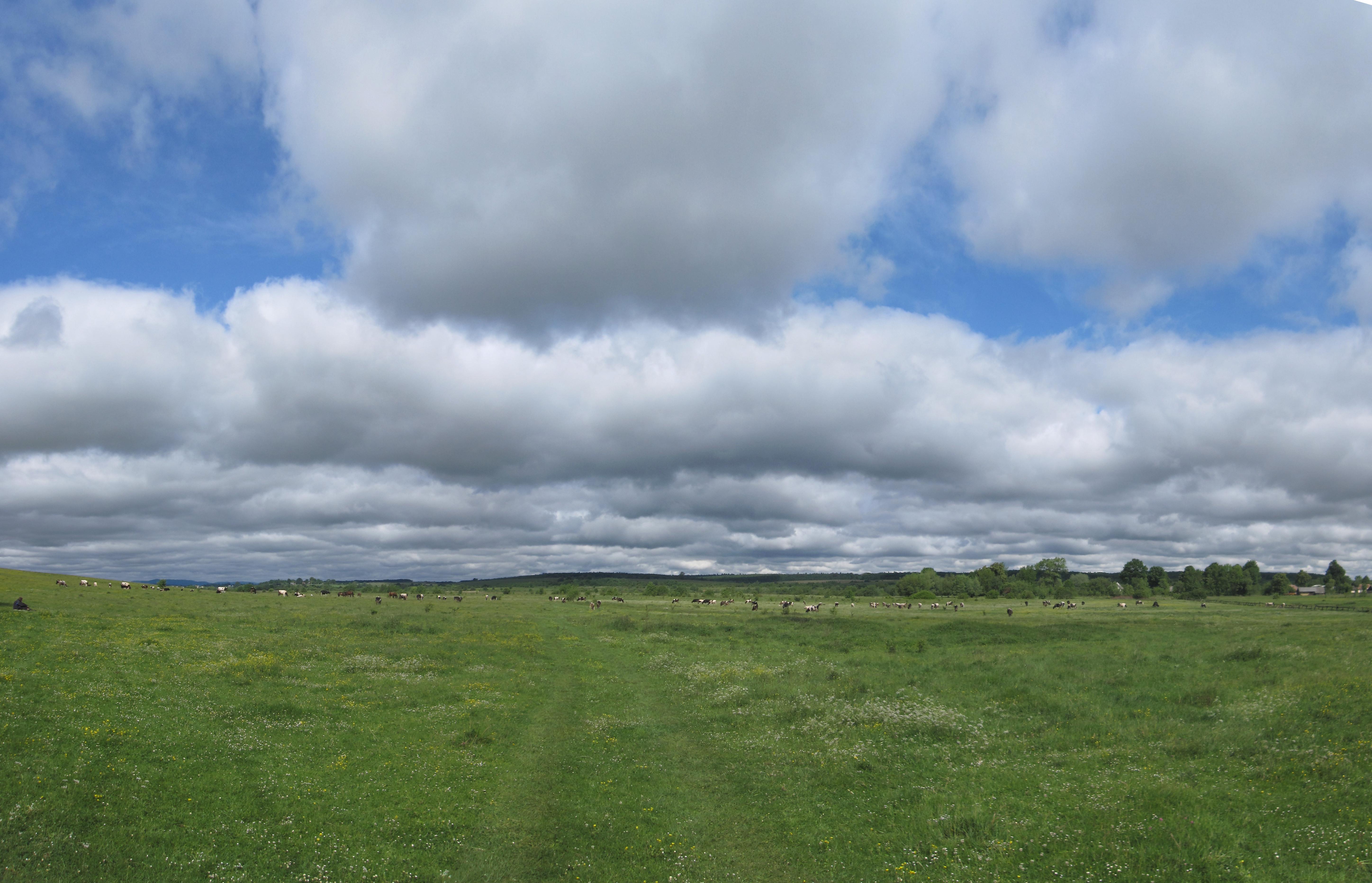
Краєвид села (2009)
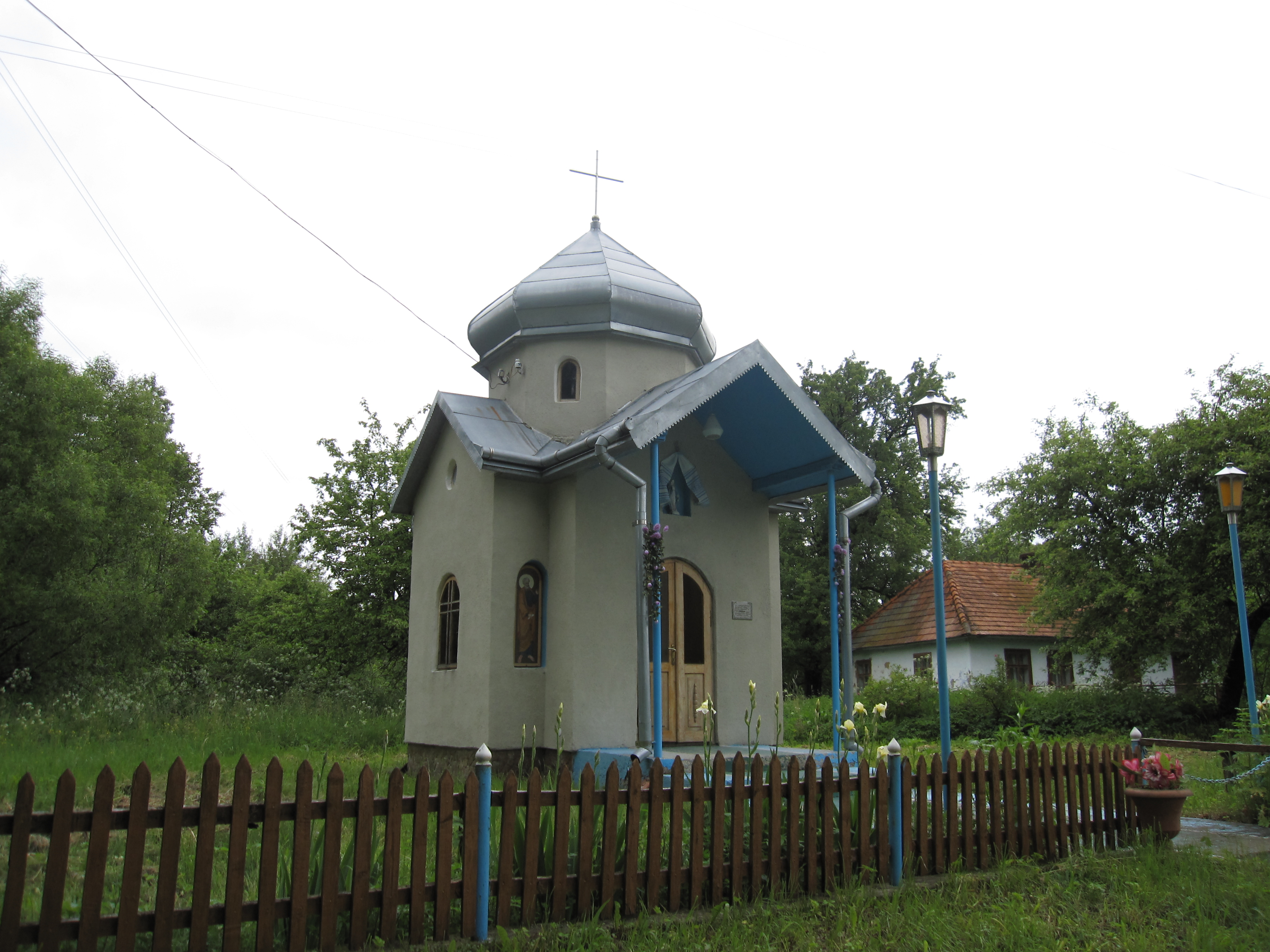
Каплиця святих апостолів Петра і Павла
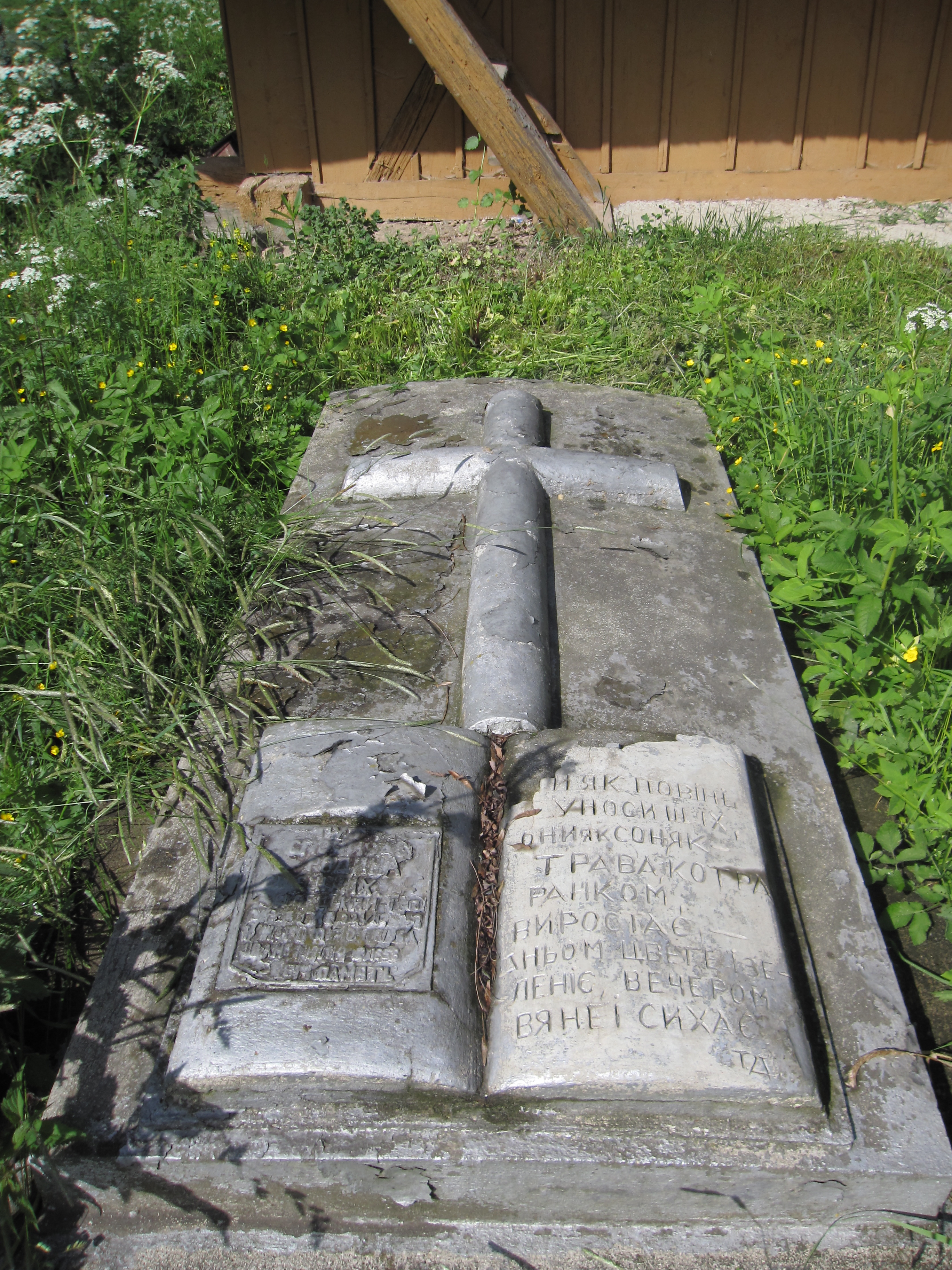
Одна із найстаріших могил на старому кладовищі родини Сілецьких
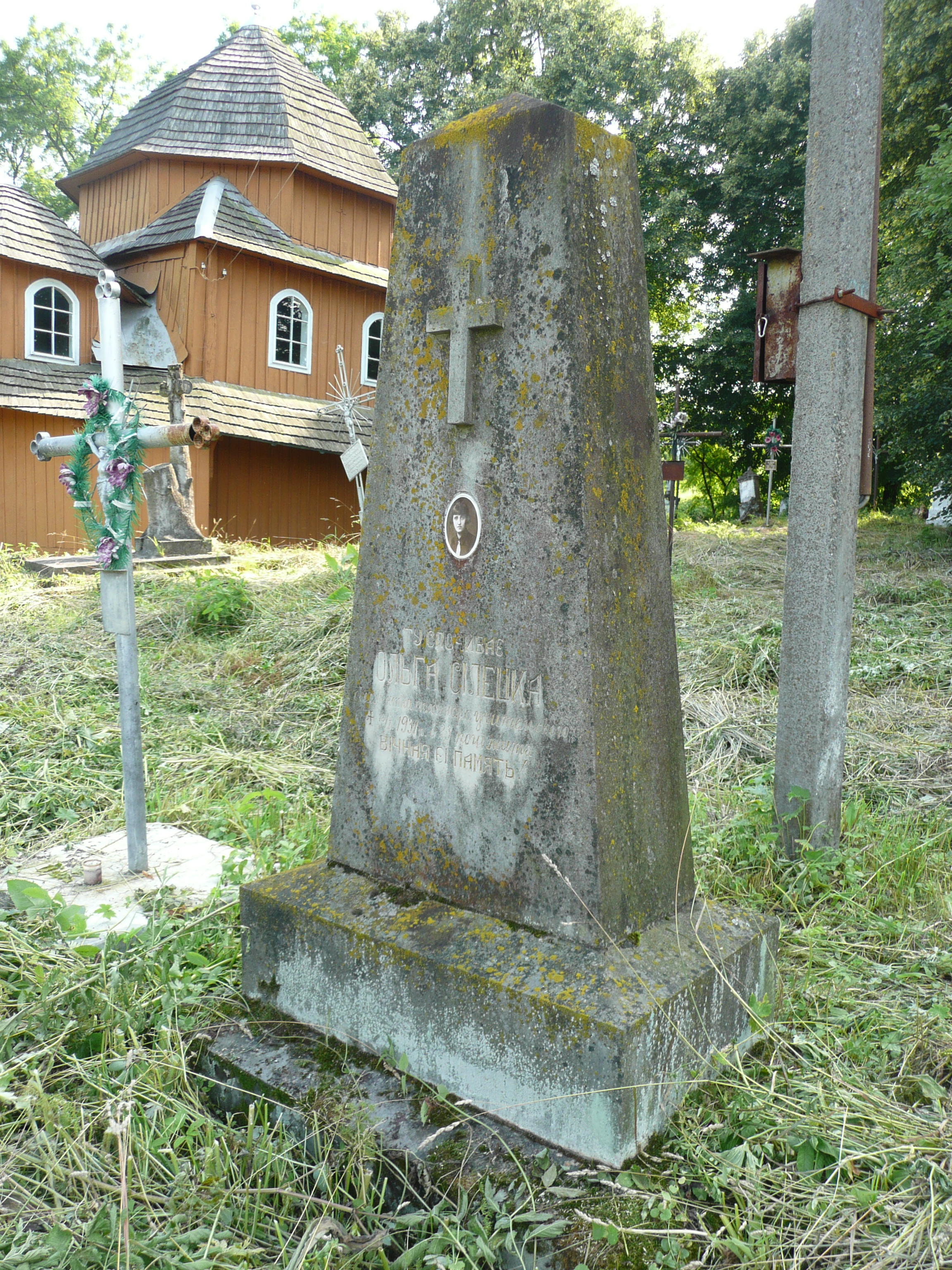
Могили на старому кладовищі Ольга Сілецька (1908-1931)